# Luxemburgse parlementsverkiezingen 1989
De Luxemburgse parlementsverkiezingen van 1989 werden op 18 juni 1989 gehouden. Hierbij werd voor een periode van vijf jaar een nieuwe samenstelling van de Kamer van Afgevaardigden gekozen.
De christendemocratische CSV, de sociaaldemocratische LSAP en de liberale DP verloren bij deze verkiezingen ieder drie zetels. De CSV bleef met 22 van de 60 zetels echter duidelijk de grootste partij. Nieuw in het parlement kwam het Actiecomité 5/6 Pensioen voor Iedereen, dat vanuit het niets vier zetels veroverde. Zowel de Groene Alternatieve Partij als een afsplitsing daarvan (de Groene Lijst Ecologisch Initiatief) behaalde twee zetels.
Na de verkiezingen vormde de zittende regering van premier Jacques Santer, bestaande uit CSV en LSAP, de regering-Santer-Poos II.

## Uitslag
| Partij | Partij                                                                                   | %     | Zetels | Verandering |
|        | Christelijk-Sociale Volkspartij (Chrëschtlech Soziale Vollekspartei)                     | 32,4% | 22     | -3          |
|        | Luxemburgse Socialistische Arbeiderspartij (Lëtzebuerger Sozialistesch Aarbechterpartei) | 26,1% | 18     | -3          |
|        | Democratische Partij (Demokratesch Partei)                                               | 17,2% | 11     | -3          |
|        | Groene Alternatieve Partij (Gréng Alternativ Partei)                                     | 3,7%  | 2      | -           |
|        | Groene Lijst Ecologisch Initiatief (Gréng Lëscht Ekologesch Initiativ)                   | 3,8%  | 2      | +2          |
|        | Actiecomité 5/6 Pensioen voor Iedereen (Aktiounskomitee 5/6 Pensioun fir jiddwereen)     | 7,9%  | 4      | +4          |
|        | Communistische Partij van Luxemburg (Kommunistesch Partei Lëtzebuerg)                    | 4,4%  | 1      | -1          |
| Totaal | Totaal                                                                                   | 100%  | 60     |             |